# Mirosława Ceynowa-Giełdon
Mirosława Cecylia Ceynowa-Giełdon (ur. 28 czerwca 1937 w Dąbrówce k. Świecia) – polska biolog, specjalizująca się w botanice, lichenologii, ochronie przyrody i taksonomii roślin.

## Życiorys
Urodziła się w rodzinie nauczyciela Józefa Ceynowy. W 1954 roku ukończyła liceum ogólnokształcące w Koronowie, po czym podjęła studia biologiczne na Uniwersytecie Mikołaja Kopernika w Toruniu.
Studia ukończyła w 1959 roku i podjęła pracę na stanowisku asystenta na Wydziale Biologii i Nauk o Ziemi UMK. W latach 1960–1968 pracowała jako starszy asystent. W 1967 roku uzyskała stopień doktora nauk biologicznych. Tematem jej rozprawy doktorskiej były Zbiorowiska roślinności kserotermicznej nad dolną Wisłą, a promotorem Jan Walas. Stopień doktora habilitowanego uzyskała w 1976 roku, na podstawie rozprawy Ostnice sekcji „Pennatae” w Polsce. Stanowisko profesora nadzwyczajnego nadano jej w 1990, a tytuł profesora nauk biologicznych w 1996 roku.
W latach 1991–1992 kierowała Zakładem Taksonomii i Geografii Roślin na Uniwersytecie Mikołaja Kopernika.

## Wybrane publikacje
- Osobliwości florystyczne i rezerwaty Ziemi Chełmińskiej: przewodnik florystyczny (1971)
- Ostnice sekcji „Pennatae” w Polsce (1976, rozprawa habilitacyjna)